# Liparia
Liparia é um género botânico pertencente à família Fabaceae.